# Молодий Ганнібал
«Молодий Ганнібал» (англ. Hannibal Rising, дослівно укр. Сходження Ганнібала, також знаний як Ганнібал: Сходження) — британський кримінально-драматичний трилер режисера Пітера Веббера, що вийшов 2007 року. У головних ролях Гаспар Ульєль, Ґун Лі. Стрічку знято на основі роману «Сходження Ганнібала» Томаса Гарріса (був також сценаристом).
Продюсерами були Діно Де Лаурентіс, Марта Де Лаурентіс і Тарак Бен Аммар. Вперше фільм продемонстрували 7 лютого 2007 року у Франції. В Україні у кінопрокаті прем'єра фільм у відбулась 8 лютого 2007 року.

## Сюжет
Молоді роки серійного вбивці Ганнібала Лектера. Коли йому було 6 років, його сім'ю вбили. Через деякий час Лектер втікає з Литви до Франції, а потім перебирається до США. Там він здобуває освіту психіатра і тепер перед ним відкривається привілейоване життя.

## У ролях
| Актор               | Персонаж                                | Роль                           |
| ------------------- | --------------------------------------- | ------------------------------ |
| Гаспар Ульєль       | Ганнібал Лектер (англ. Hannibal Lecter) | психіатр і серійний вбивця     |
| Ґун Лі              | Леді Мурасакі (англ. Lady Murasaki)     | тітка Ганнібала                |
| Ріс Іванс           | Владіс Ґрутас (англ. Vladis Grutas)     | командир литовського Ваффен-СС |
| Домінік Вест        | Паскаль Попіл (англ. Pascal Popil)      | французький інспектор          |
| Гелена Ліа Тачовска | Міша Лектор (англ. Mischa Lecter)       | сестра Ганнібала               |

## Сприйняття

### Критика
Фільм отримав змішано-негативні відгуки: Rotten Tomatoes дав оцінку 15 % на основі 143 відгуків від критиків (середня оцінка 3,9/10) і 56 % від глядачів із середньою оцінкою 3,3/5 (548,819 голосів). Загалом на сайті фільми має негативний рейтинг, фільму зарахований «гнилий помідор» від кінокритиків і «розсипаний попкорн» від глядачів, Internet Movie Database — 6,1/10 (66 295 голосів), Metacritic — 35/100 (30 відгуків критиків) і 4,9/10 від глядачів (73 голоси). Загалом на цьому ресурсі від критиків фільм отримав негативні відгуки, а від глядачів — змішані.

### Касові збори
Під час показу у США, що розпочався 9 лютого 2007 року, протягом першого тижня фільм показали у 3,003 кінотеатрах і він зібрав 13,051,650 $, що на той час дозволило йому зайняти 2 місце серед усіх прем'єр. Показ фільму протривав до 10 травня 2007 року. За цей час фільм зібрав у прокаті у США 27,670,986  доларів США (за іншими даними 27,669,725 $), а у решті світу 54,498,898  доларів США (за іншими даними 52,913,586 $), тобто загалом 82,169,884   доларів США (за іншими даними 80,583,311 $) при бюджеті 50 млн $.
Під час показу в Україні, що розпочався 9 лютого 2007 року, протягом перших вихідних фільм зібрав $225,935 і посів 1 місце в кінопрокаті того тижня. Фільм опустився на другу сходинку українського кінопрокату наступного тижня і зібрав за ті вихідні ще $107,711. Загалом фільм в кінопрокаті України пробув 4 тижні і зібрав $483,990, посівши 39 місце серед найбільш касових фільмів 2007 року.

### Нагороди і номінації[14]
| Рік  | Нагорода      | Категорія                         | Номінант | Результат |
| ---- | ------------- | --------------------------------- | -------- | --------- |
| 2008 | Золота малина | Найгірший приквел або сиквел      | стрічка  | Номінація |
| 2008 | Золота малина | Найгірше вибачення за фільм жахів | стрічка  | Номінація |

### Виноски
1. ↑  ČSFD — 2001.
2. 1 2  Hannibal Rising: Release Info (англ.). Internet Movie Database. Архів оригіналу за 9 березня 2013. Процитовано 29 грудня 2013.
3. 1 2  Ганнібал Лектор: Сходження. Internet Movie Database. Архів оригіналу за 30 грудня 2013. Процитовано 29 грудня 2013.
4. 1 2 3 4 5  Hannibal Rising (англ.). The Numbers. Архів оригіналу за 31 грудня 2013. Процитовано 29 грудня 2013.
5. 1 2 3  Hannibal Rising (англ.). Box Office Mojo. Архів оригіналу за 8 грудня 2013. Процитовано 29 грудня 2013.
6. 1 2  Hannibal Rising (англ.). Internet Movie Database. Архів оригіналу за 23 квітня 2013. Процитовано 29 грудня 2013.
7. ↑  Hannibal Rising (англ.). AllMovie. Архів оригіналу за 22 лютого 2014. Процитовано 29 грудня 2013.
8. 1 2  Hannibal Rising: Full Cast & Crew (англ.). Internet Movie Database. Архів оригіналу за 9 березня 2013. Процитовано 29 грудня 2013.
9. ↑  Hannibal Rising (англ.). Rotten Tomatoes. Архів оригіналу за 3 січня 2014. Процитовано 29 грудня 2013.
10. ↑  Hannibal Rising (англ.). Metacritic. Архів оригіналу за 17 квітня 2014. Процитовано 29 грудня 2013.
11. ↑  Hannibal Rising: Release Info. imdb.com. Процитовано 18 листопада 2017. (англ.)
12. ↑  Hannibal Rising: Foreign Grosses. boxofficemojo.com. Архів оригіналу за 1 грудня 2017. Процитовано 18 листопада 2017. (англ.)
13. ↑  2007 Ukraine Yearly Box Office. boxofficemojo.com. Архів оригіналу за 11 листопада 2017. Процитовано 18 листопада 2017. (англ.)
14. ↑  Hannibal Rising: Awards (англ.). Internet Movie Database. Архів оригіналу за 9 березня 2013. Процитовано 29 грудня 2013.